# Tomasz Słodkiewicz
Tomasz Słodkiewicz (ur. 1985) – polski kulturysta. Mistrz Polski w 2015 w kat. do 95 kg i Open. Mistrz Europy w kategorii juniorów, szkoleniowiec, certyfikowany trener personalny oraz dietetyk. Młodszy brat Radosława Słodkiewicza.

## Osiągnięcia
Kulturystyka:
- 4. miejsce – Olympia Amateur – Spain 2017 – w kategorii do 100 kg
- 4. miejsce – Olympia Amateur – Spain 2016 – w kategorii do 100 kg
- 1. miejsce w kat. do 95 kg i Open – Mistrzostwach Polski 2015
- 1. miejsce w kat. do 95 kg i Open – Mistrzostwach Pomorza w Kulturystyce i Fitness – 2015
- 1. miejsce w kat 90 kg – Zawody w KiF Sopot 2014
- 1. miejsce w kat. +90 kg i Open – Mistrzostwach Pomorza w Kulturystyce i Fitness – 2011
- 1. miejsce na Mistrzostwach Słupska – 2005 – kat. do 90 kg
- 1. miejsce w turnieju Debiuty Kulturystyczne – 2005 – kat. do 90 kg

## Walka w MMA
| Wynik     | Bilans | Przeciwnik      | Rozstrzygnięcie     | Runda | Czas | Rozgrywki                            | Data       | Miejsce      | Uwagi                      | Przypisy |
| --------- | ------ | --------------- | ------------------- | ----- | ---- | ------------------------------------ | ---------- | ------------ | -------------------------- | -------- |
| Przegrana | 0-1    | Dariusz Działek | KO (prawy sierpowy) | 1     | 1:50 | FFF 2: Świerczewski vs. Greg Collins | 21.12.2019 | Zielona Góra | Debiut w MMA Co-Main Event | [ 4 ]    |